# جراهام جانو
غراهام جانو (من مواليد 9 افريل 1987 في ابروث) هو لاعب كرة قدم أمريكي محترف ااسكتلندي الجنسية .
مازال يلعب الى الان في مركز دور كيكر مع فريق نيويورك جاينتس في الدوري الوطني لكرة القدم (NFL).

## طفولة
ولد جانو في اسكتلندا . انتقل إلى الولايات المتحدة ، إلى بينساكولا ، فلوريدا . حيث انه درس بالمدرسة الثانوية جي ام تايك كما حصل على المرتبة الثالثة على المستوى الوطني كلاعب ركلات فكان يسدد الركلات باحترافية. خلال سنته الأخيرة في المدرسة الثانوية، سجل أهدافًا ميدانية مثيرة للإعجاب (57 و64 و65 ياردة)، بما في ذلك واحدة من 71 ياردة والتي لم يتم أخذها في الاعتبار بعد ركلة جزاء.

## حياة مهنية

### جامعة
انضم إلى جامعة ولاية فلوريدا حيث لعب لعبة الركل والمقامر . خلال سنته الأخيرة في الجامعة، فاز بجائزة لو غروزا ، تقديرًا لأفضل لاعب في الموسم في NCAA . ذلك و انه تمكن من تحقيق أكثر من 90% من طلقاته خلال سنته الأخيرة. حصل على لقب أفضل لاعب (MVP) في بطولة بويل لعام 2008 التي فاز بها بنتيجة 42 إلى 13 ضد فريق بادجر دي فسكةنسن .

### احترافي
لم يتم اختيار جراهام جانو في نسخةNFL لعام 2009 .

## المذكرات و المراجع
1. ↑  Pro Football Reference (بالإنجليزية), Sports Reference, LLC, QID:Q7246590